# Simon Pokagon
Simon Pokagon (Michigan, 1830-1899) fou un escriptor potawatomi, fill de Leopold Pokagon, un dels negociadors potawatomi de Michigan aconvertit al cristianisme. Als 14 anys anà a escola, va aprendre cinc idiomes, s'ordenà pastor protestant i esdevingué cap dels potawatomi. A la seva mort es publicà O-Gî-Mäw-Kwê Mit-I-Gwä-Kî (en anglès, Queen of the Woods), narració de caràcter autobiogràfic i considerada la primera novel·la índia. El 1893 participà en l'Exposició de Chicago.